# Virgil Onițiu

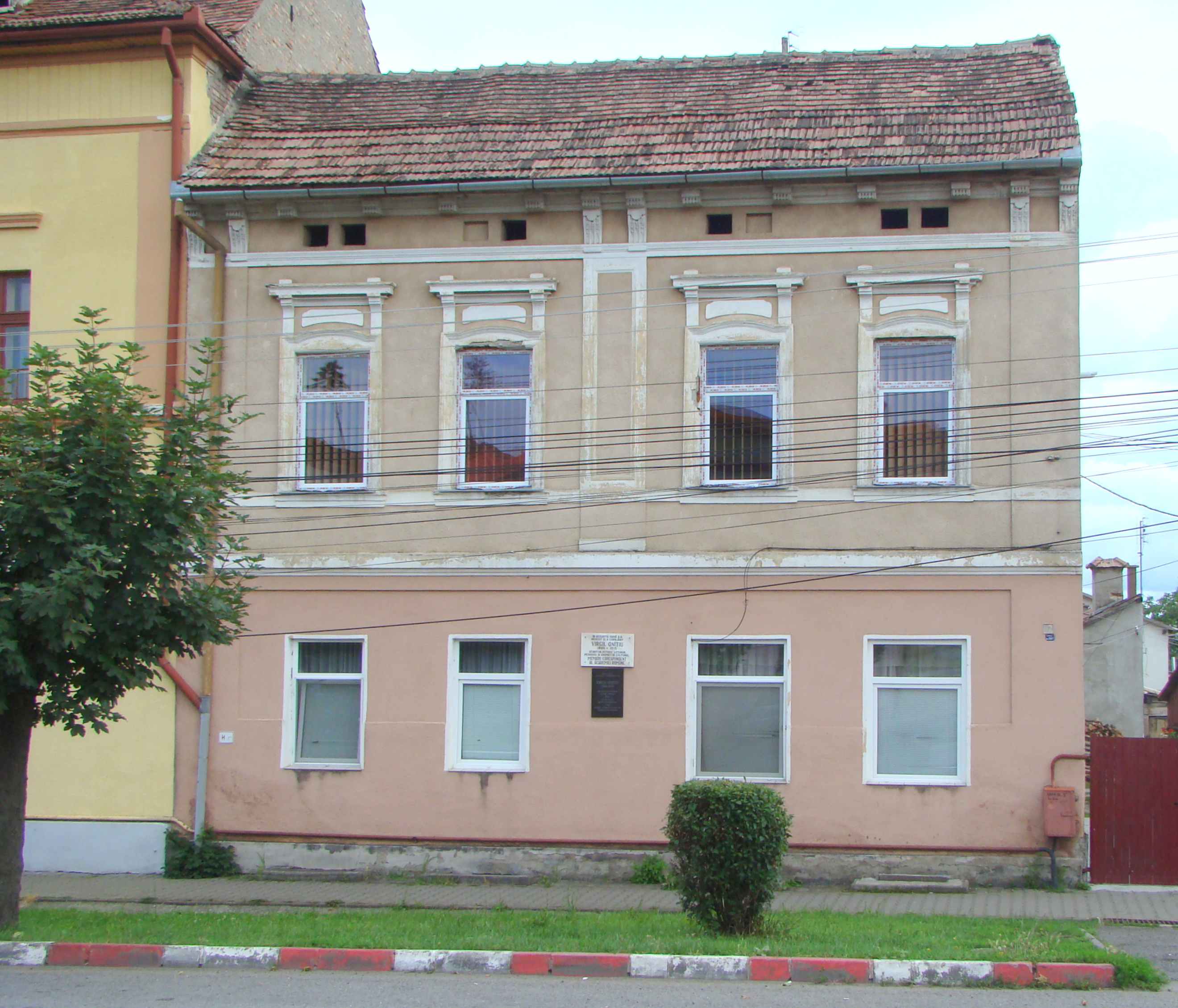
Casa din Reghin în care s-a născut Virgil Onițiu (str. Mihai Viteazu, nr.87, monument istoric)

Virgil Onițiu (n. 21 februarie 1864, Reghin, Comitatul Mureș-Turda, Imperiul Austriac– d. 21 octombrie 1915, Brașov) a fost un scriitor român, profesor și publicist, membru corespondent al Academiei Române din anul 1902.

## Date biografice
Virgil Onițiu s-a născut la 21 februarie 1864 în Reghinul Săsesc din Comitatul Mureș-Turda (astăzi județul Mureș), fiul cel mai mare dintre cei cinci copii ai judecătorului Alexandru (Alexe) Onițiu și al Tereziei (născută Cătană).
Familia s-a mutat ulterior la Cincu Mare, unde Virgil s-a împrietenit cu Valeriu Braniște, prietenie care a durat pentru tot restul vieții. La începutul anului 1875 familia Onițiu s-a mutat din nou, la Seghedin, unde tatăl, Alexandru Onițiu, a fost numit judecător la tribunalul din localitate.

## Studii
Virgil Onițiu a început cursurile primare la Reghin, la vechea școală românească (astăzi Școala Generală nr. 1), le-a continuat la Cincu Mare și Caransebeș, terminând cursurile liceale la Seghedin.
După absolvirea liceului, începând din anul 1882, Onițiu a urmat teologia la Sibiu, unde s-a afirmat ca un foarte bun student, fiind ales președintele societății de lectură. Aici el a publicat primele sale încercări literare, în spirit maiorescian, în revista Musa. După absolvirea cursului de 3 ani de teologie, Onițiu a lucrat un an ca redactor la Telegraful Român din Sibiu, o gazetă bisăptămânală de informare socială și culturală, întemeiată de episcopul Andrei Șaguna.
Începând cu anul 1886, Virgil Onițiu a urmat cursurile Facultății de Litere de la Universitatea din Viena (primele două semestre), apoi a continuat la Facultatea de Litere de la Universitatea din Budapesta, alegându-și ca studii principale latina și româna pentru obținerea diplomei de profesor. În perioada cât a studiat la Viena, Onițiu a fost ales președinte al societății România Jună, apoi a fost membru în Societatea „Petru Maior” din Budapesta și redactor al revistei Roza cu ghimpi.

## Activitatea profesională
Imediat după absolvirea facultății, din toamna anului 1890, Virgil Onițiu a devenit profesor la Școalele Centrale Române greco-ortodoxe din Brașov, unde a predat limba română și limba latină. Din 18 august 1894 a fost ales director al „Școlilor Centrale”.
Ca director, el s-a preocupat chiar de la început de ridicarea nivelului învățământului din școală, fiind inițiatorul conferințelor pedagogice și acordând o importanță sporită editării Anuarelor. Remarcând lipsa acută de manuale școlare și în special a manualelor de limba română, Onițiu a înființat, la 29 mai 1896, un fond școlar numit „Fondul Coresi”, creat prin renunțarea la o parte din veniturile sale, precum și ale celorlalți profesori. Acest fond a fost întrebuințat pentru editarea de noi manuale școlare în limba română, o bună parte fiind concepute și editate de Virgil Onițiu. Ținând cont de faptul că, în acele vremuri, în școală nu se studia Istoria românilor, manualele de citire concepute de el au încercat să suplinească aceste lipsuri prin unele capitole speciale, astfel încât elevii să-și însușească o serie de cunoștințe referitoare la trecutul poporului român. De asemenea, în paginile acestor manuale erau incluse unele elemente de geografie pentru o mai bună cunoaștere a ținuturilor locuite de români.
Fiind un bun pedagog și organizator, el a elaborat în 1897-1898 un „Proiect de modificare a programei orelor de lecții la școalele medii din Brașov” urmat de „Planul de învățământ pentru limba română” în care a afirmat că istoria literaturii române nu poate fi studiată fără a studia teoriile referitoare la trecutul poporului român.
Ca director, Virgil Onițiu, a inițiat la 18 noiembrie 1898 „Masa studenților” pentru elevii săraci, iar în data de 23 octombrie 1911 a pus piatra de temelie a internatului „Școlilor Centrale”, proiectat de arhitectul Cesar Poppovits din Viena. Tot el a încurajat excursiile școlare și practicarea sporturilor, construind chiar un patinoar în curtea școlii. A înființat colecțiile de numismatică, de arheologie, de filologie, estetică și bibliotecile de clasă, a completat laboratoarele cu aparate noi de fizică.
Onițiu a fost un membru activ al Asociației Transilvane pentru Literatura Română și Cultura Poporului Român (ASTRA). A fost vicepreședinte și apoi președinte al secției literare al acesteia și de asemenea vicepreședinte al Societății pentru Fond de Teatru Român, al cărei fondator și președinte era Iosif Vulcan.
Între 1894-1915, a fost inspector șef al școlilor din Brașov. A inițiat editarea colecției „Biblioteca teatrală” la Brașov.
Virgil Onițiu a colaborat la diverse publicații, precum Familia, Convorbiri literare, Tribuna, Vatra, Gazeta de Transilvania, Românul, Drapelul, Telegraful român, unde a publicat articole pedagogice, foiletoane satirice, traduceri (din Jules Verne, Dostoievski, Tolstoi), studii de critică literară și teatrală, schițe și nuvele, unele dintre acestea semnate cu pseudonime. El a scris și piese de teatru, povestiri, studii de literatură și folclor. O parte dintre schițele sale au fost publicate ulterior în volume.

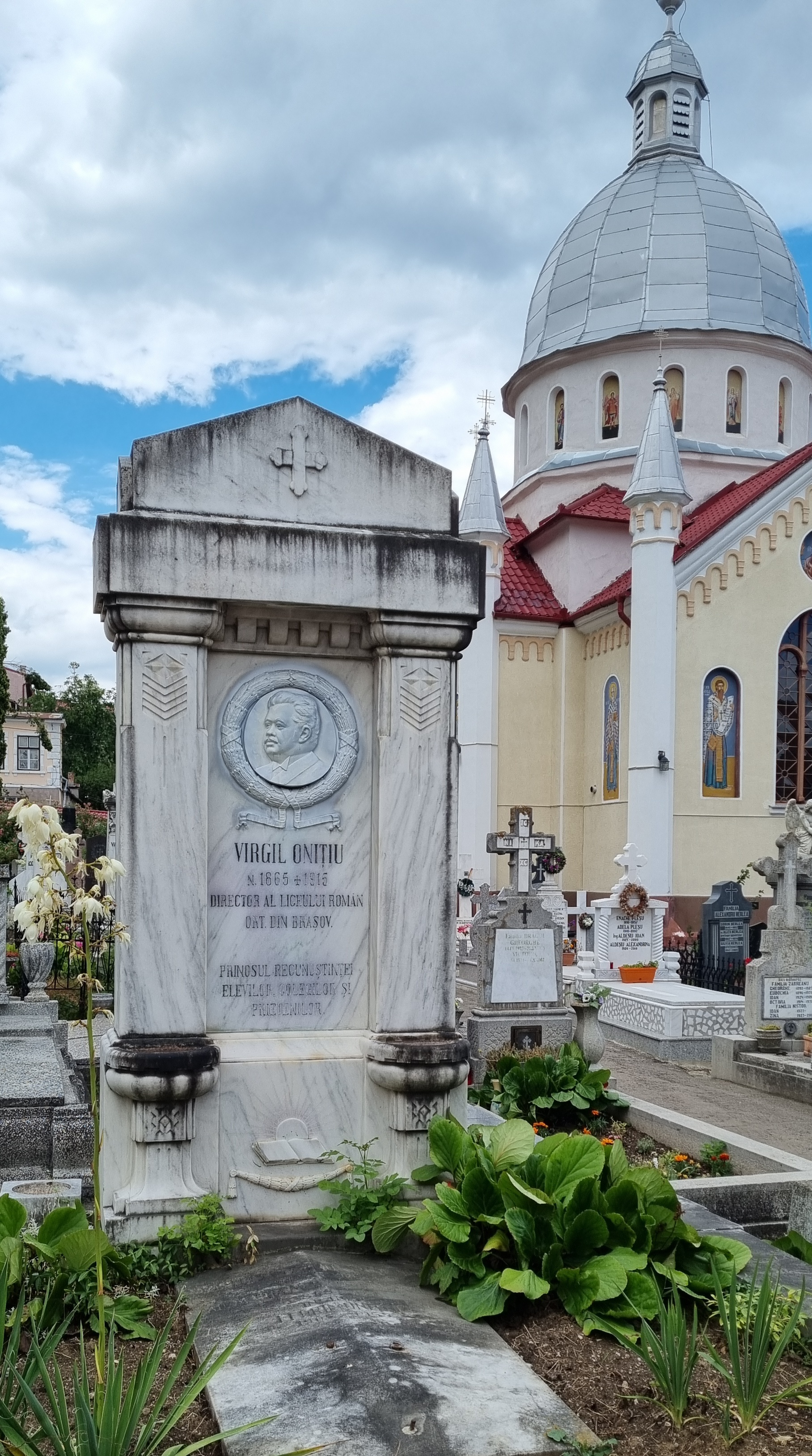
Mormântul lui Virgil Onițiu din cimitirul Bisericii „Cuvioasa Parascheva” – Groaveri, Brașov

În anul 1902 a fost ales membru corespondent al Academiei Române.
A încetat din viață la 21 octombrie 1915 și a fost înmormântat în cimitirul Bisericii Cuvioasa Paraschiva din Groaveri.
La moartea lui, Nicolae Iorga l-a descris ca „un om cu nesfârșită iubire pentru școala sa, spirit limpede și voință hotărâtă”, care „a adus neprețuite servicii învățământului românesc în Ardeal. A compus cărți de școală în spirit modern și a scris și opere literare, într-o limbă frumoasă”.

## Opera
- 100 de istorioare morale pentru tinerime, carte de cetire pentru școalele poporale, Editura Librăriei Nicolae I. Ciurcu, Brașov, 1891
- De toate. Schițe și nuvele, Editura librăriei N. I. Ciurcu, Brașov, 1897.
- Clipe de repaus (schițe, povestiri, nuvele, studii, articole, discursuri), Editura librăriei N. I. Ciurcu, Brașov, 1901 și 1903, (republicată în seria „Restituiri”, Editura Dacia, Cluj, 1985).
- Din cele trecute vremi, Editura Concordia, Arad, 1912[14]

## Monumente
- Casa în care s-a născut Virgil Onițiu, aflată în municipiul Reghin, str. Mihai Viteazul 87, a fost declarată monument istoric, cu cod LMI MS-IV-m-B-16097.[18]

- Mormântul lui Virgil Onițiu, aflat în Brașov, în cimitirul Bisericii Cuvioasa Paraschiva-Groaveri din str. Gheorghe Baiulescu nr. 16, a fost declarat monument istoric, cu cod LMI BV-IV-m-B-11888.[18]